# جان غانون
جان غانون هو كاهن كاثوليكي كندي، ولد في 21 مايو 1941 في ليفيس في كندا، وتوفي بنفس المكان في 23 ديسمبر 2016.